# Michael Radford
Michael Radford (Új-Delhi, 1946. február 24. –) kétszeres BAFTA-díjas brit forgatókönyvíró, filmproducer és filmrendező. 
Nevéhez főződik George Orwell 1984 című regényének 1984-es megfilmesítése. Egyéb rendezései közé tartozik az Úri passziók (1987) című filmdráma, a Neruda postása című 1994-es filmvígjáték-dráma (mellyel BAFTA-díjat nyert) és A velencei kalmár (2004) Shakespeare-adaptáció.

## Filmográfia

### Film
| Év   | Magyar cím            | Eredeti cím                  | Feladatkör        | Feladatkör        | Megjegyzések                                                                     |
| Év   | Magyar cím            | Eredeti cím                  | Rendező           | Író               | Megjegyzések                                                                     |
| ---- | --------------------- | ---------------------------- | ----------------- | ----------------- | -------------------------------------------------------------------------------- |
| 1973 |                       | Concerning the Surface       | Igen              | Igen              | NFTS hallgatói film                                                              |
| 1974 |                       | Cold Night                   | Igen              | Igen              | NFTS hallgatói film                                                              |
| 1981 |                       | Van Morrison in Ireland      | Igen              | Nem               | dokumentumfilm                                                                   |
| 1983 | Máskor, máshol        | Another Time, Another Place  | Igen              | Igen              |                                                                                  |
| 1984 | 1984                  | Nineteen Eighty-Four         | Igen              | Igen              |                                                                                  |
| 1987 | Úri passziók          | White Mischief               | Igen              | Igen              |                                                                                  |
| 1994 | Neruda postása        | Il postino                   | Igen              | Igen              |                                                                                  |
| 1998 | Vad szépség           | B. Monkey                    | Igen              | Igen              |                                                                                  |
| 2000 | A Kék Iguána bár      | Dancing at the Blue Iguana   | Igen              | Igen              | filmproducer                                                                     |
| 2002 | Tíz perc: cselló      | Ten Minutes Older: The Cello | Igen              | Igen              | "Addicted to the Stars" szegmens                                                 |
| 2004 | A velencei kalmár     | The Merchant of Venice       | Igen              | Igen              |                                                                                  |
| 2007 | Trükkös gyémántrablás | Flawless                     | Igen              | Nem               |                                                                                  |
| 2011 |                       | Michel Petrucciani           | Igen              | Igen              | dokumentumfilm                                                                   |
| 2013 |                       | La mula                      | Nincs feltüntetve | Nincs feltüntetve | - társproducer - Otthagyta a forgatást, így nem tüntették fel szerzőként a nevét |
| 2014 |                       | Elsa & Fred                  | Igen              | Igen              |                                                                                  |
| 2017 | A csend zenéje        | The Music of Silence         | Igen              | Igen              |                                                                                  |

### Televízió
- The White Bird Passes (1980) - rendező (TV)